# Sergio Córdova
Sergio Duvan Córdova Lezama (sinh ngày 9 tháng 8 năm 1997), được biết đến với cái tên Sergio Córdova, là một cầu thủ bóng đá chuyên nghiệp của Venezuela, đóng vai trò như một tiền đạo cho câu lạc bộ Caracas của Primera División de Venezuela và đội U20 Venezuela. Anh là một học viện tốt nghiệp của Caracas và ghi được bàn thắng đầu tiên cho câu lạc bộ vào năm 2015.

## Sự nghiệp của câu lạc bộ

### Caracas
Trước đó, Córdova đã có trận ra mắt cho Caracas vào ngày 12 tháng 7 năm 2015, bắt đầu và ghi bàn mở tỷ số trong chiến thắng 4-0 trước Tucanes. Anh đã lặp lại thành công trong Copa Venezuela lần đầu tiên vào tháng sau khi anh phá vỡ bế tắc ở phút 78 của chiến thắng 3-0 trước Petroleros de Anzoátegui. Tổng cộng anh đã có 13 lần xuất hiện trên tất cả các cuộc thi với sự trở lại của 4 bàn thắng cho chiến dịch. Anh đã có 20 lần ra sân và ghi một bàn trong mùa giải tiếp theo khi Caracas kết thúc ở vị trí thứ tư trong Primera División của Venezuela, do đó đủ điều kiện cho Copa Sudamericana năm 2017.

## Thống kê sự nghiệp

### Câu lạc bộ
Tính đến ngày 19 tháng 3 năm 2020
| Câu lạc bộ        | Mùa giải            | Giải đấu            | Giải đấu            | Giải đấu | Cúp quốc gia1 | Cúp quốc gia1 | Châu lục2 | Châu lục2 | Khác | Khác | Tổng cộng | Tổng cộng |
| Câu lạc bộ        | Mùa giải            | Hạng                | Trận                | Bàn      | Trận          | Bàn           | Trận      | Bàn       | Trận | Bàn  | Trận      | Bàn       |
| ----------------- | ------------------- | ------------------- | ------------------- | -------- | ------------- | ------------- | --------- | --------- | ---- | ---- | --------- | --------- |
| Caracas           | 2015                | Primera División    | 12                  | 3        | 1             | 1             | 0         | 0         | 0    | 0    | 13        | 4         |
| Caracas           | 2016                | Primera División    | 20                  | 1        | 0             | 0             | 0         | 0         | 0    | 0    | 20        | 1         |
| Caracas           | 2017                | Primera División    | 4                   | 0        | 0             | 0             | 0         | 0         | 1    | 0    | 5         | 0         |
| Caracas           | Tổng cộng           | Tổng cộng           | 36                  | 4        | 1             | 1             | 0         | 0         | 1    | 0    | 38        | 5         |
| FC Augsburg       | 2017–18             | Bundesliga          | 26                  | 2        | 1             | 0             | 0         | 0         | 0    | 0    | 27        | 2         |
| FC Augsburg       | 2018–19             | Bundesliga          | 20                  | 3        | 2             | 0             | 0         | 0         | 0    | 0    | 22        | 3         |
| FC Augsburg       | 2019–20             | Bundesliga          | 15                  | 2        | 0             | 0             | 0         | 0         | 0    | 0    | 8         | 2         |
| FC Augsburg       | Tổng cộng           | Tổng cộng           | 61                  | 7        | 3             | 0             | 0         | 0         | 0    | 0    | 64        | 7         |
| Arminia Bielefeld | 2020–21             | Bundesliga          | 22                  | 2        | 0             | 0             | 0         | 0         | 22   | 2    |           |           |
| Arminia Bielefeld | Tổng cộng           | Tổng cộng           | 22                  | 2        | 0             | 0             | 0         | 0         | 22   | 2    |           |           |
| Arminia Bielefeld | Tổng cộng sự nghiệp | Tổng cộng sự nghiệp | Tổng cộng sự nghiệp | 119      | 13            | 4             | 1         | 1         | 0    | 124  | 14        |           |

1 Bao gồm Copa Venezuela và DFB Pokal.

2 Bao gồm Copa Sudamericana.